# Typhlodromips hellougreus
Typhlodromips hellougreus är en spindeldjursart som beskrevs av Denmark och Muma 1967. Typhlodromips hellougreus ingår i släktet Typhlodromips och familjen Phytoseiidae. Inga underarter finns listade i Catalogue of Life.